# Heinrich von Goßler

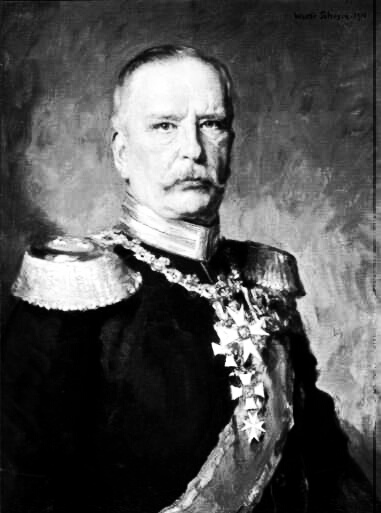
Heinrich von Goßler

Heinrich Wilhelm Martin von Goßler (* 29. September 1841 in Weißenfels; † 10. Januar 1927 in Berlin) war ein preußischer General der Infanterie und von 1896 bis 1903 Kriegsminister.

## Leben

### Herkunft
Er entstammte der Adelsfamilie Goßler, die vermutlich aus Gosel im Egerland stammt und vor 1630 nach Gürth eingewandert ist. Heinrich war der Sohn des Kanzlers im Königreich Preußen Karl Gustav von Goßler (1810–1885), Kronsyndikus und Präsidenten des Oberlandesgerichts in Königsberg und dessen Ehefrau Sophie, geborene von Mühler (1816–1877). Sie war die Tochter des preußischen Staats- und Justizministers Heinrich Gottlob von Mühler (1780–1857). Er hatte noch drei Brüder: Gustav (1838–1902), preußischer Staatsminister und Oberpräsident der Provinz Westpreußen, Konrad (1848–1933), preußischer General der Infanterie und Wilhelm (1850–1928), preußischer Generalleutnant.
Um 1855 lernte Goßler Theodor Fontane kennen.

### Militärkarriere
Nach seiner Erziehung im elterlichen Hause absolvierte Goßler Gymnasien in Potsdam und Königsberg. Anschließend trat er am 15. März 1860 als Dreijährig-Freiwilliger in das 1. Ostpreußische Grenadier-Regiment (Nr. 1) der Preußischen Armee ein. Dort wurde er am 23. Juli 1861 zum Sekondeleutnant befördert. Als solcher war Goßler vom 1. Oktober 1864 bis zum 14. November 1866 Bataillonsadjutant und nahm während des Deutschen Krieges an der Schlacht bei Langensalza sowie den Gefechten bei Hundheim und Roßbrunn teil. Nach dem Friedensschluss besuchte Goßler für drei Jahre die Kriegsakademie, wurde zwischenzeitlich in das 6. Thüringische Infanterie-Regiment Nr. 95 versetzt und am 9. Januar 1868 zum Premierleutnant befördert.
Goßler nahm als Zugführer der 12. Kompanie 1870/71 am Krieg gegen Frankreich teil und wurde in der Schlacht bei Wörth schwer verwundet. Ende 1870 kehrte er zum Regiment zurück und übernahm die 6. Kompanie. In der Schlacht von Orléans wurde er leicht verletzt und mit dem Eisernen Kreuz II. Klasse ausgezeichnet.
Im Juli 1871 wurde er zur Dienstleistung als Hauptmann ins Kriegsministerium abkommandiert. Im Oktober 1872 wurde ihm das Dezernat der Armeeabteilung übertragen. Anschließend führte er bis 1878 die 6. Kompanie im Grenadier-Regiment „König Friedrich Wilhelm IV.“ (1. Pommersches) Nr. 2 in Stettin und wurde dann wieder ins Kriegsministerium in die Abteilung für Armeeangelegenheiten berufen. Hier wurde er später auch zum Mitglied der Oberexaminierungskommission ernannt. 1885 zum Abteilungschef im Kriegsministerium ernannt, wurde er im gleichen Jahr zum Oberstleutnant befördert.
Nach der Beförderung zum Oberst im Jahre 1888 ernannte man ihn im Jahr darauf zum Kommandeur des 3. Garde-Regiments zu Fuß. 1891 wurde Goßler zum Generalmajor befördert und als solcher zum Kommandeur der 43. Infanterie-Brigade in Kassel ernannt. Im Oktober 1891 erfolgte seine Ernennung zum Direktor des Allgemeinen Kriegsdepartements des Kriegsministeriums, Mitglied der Landesverteidigungskommission, stellvertretenden Bevollmächtigten im Bundesrat, Vorsitzender der Reichs-Rayon-Kommission und Mitglied des Kaiserlichen Disziplinarhofs.

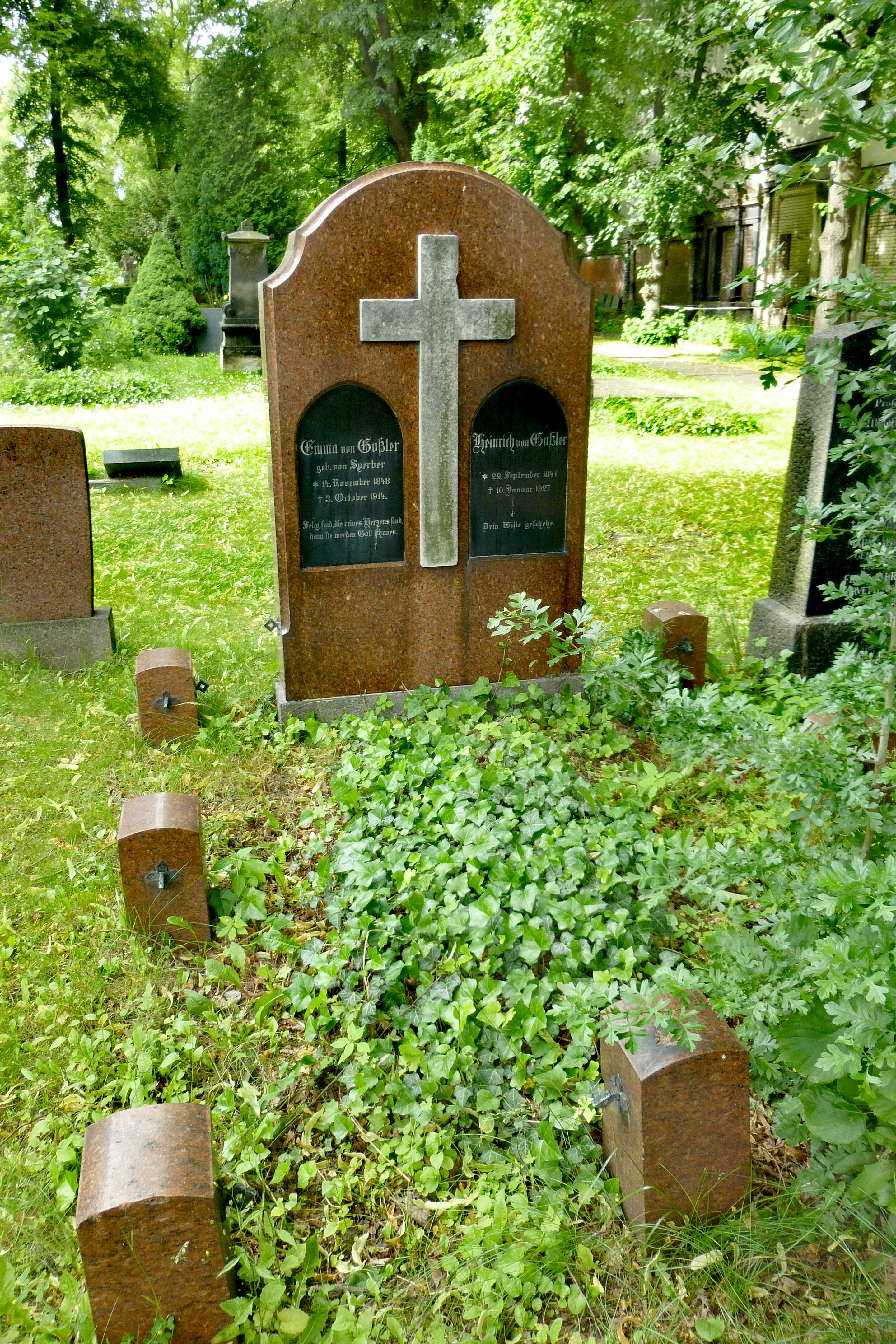
Grabstätte Heinrich von Goßler
Alter St.-Matthäus-Kirchhof, Berlin

1895 versetzte man Goßler unter gleichzeitiger Beförderung zum Generalleutnant nach Darmstadt und ernannte ihn zum Kommandeur der Großherzoglich Hessischen (25.) Division. Nach dem Rücktritt Bronsart von Schellendorffs 1896 als Chef des Kriegsministeriums trat er in dessen Fußstapfen als Kriegsminister. Einen Monat darauf, im September, wurde er auch zum preußischen Bevollmächtigten im Bundesrat ernannt. In dieser Stellung avancierte Goßler 1899 zum General der Infanterie und im gleichen Jahr wurde er mit dem Großkreuz mit der Krone des Friedrichsordens sowie 1901 mit dem Großkreuz des Ordens der Württembergischen Krone ausgezeichnet. In Genehmigung seines Abschiedsgesuches wurde er am 14. August 1903 unter Stellung à la suite des 3. Garde-Regiments zu Fuß mit der gesetzlichen Pension zur Disposition gestellt. Goßler starb im Januar 1927 in Berlin-Wilmersdorf und wurde auf dem Alten St.-Matthäus-Kirchhof.
Er war wie sein Bruder Rechtsritter des Johanniterordens. Goßler publizierte ein Werk zu Graf Albrecht von Roon.

### Familie
Goßler heiratete am 31. August 1872 auf Gut Gerskullen Emma von Sperber (1848–1914), die Tochter des Gutsbesitzers Eugen von Sperber, Herr auf Gerskullen, und der Emilie Donalitius. Das Ehepaar hatte vier Töchter und drei Söhne.